# Puerto Asís
Puerto Asís ist die größte Gemeinde (municipio) im Departamento Putumayo im südwestlichen Kolumbien. Hauptstadt von Putumayo ist jedoch das 90 km nördlich gelegene Mocoa.

## Geographie
Puerto Asís liegt fast an der Grenze zu Ecuador (Grenzort ist die Siedlung Ayacucho) und an der Vereinigung zweier Quellflüsse des Río Putumayo, weshalb es auch als Hafen regionale Bedeutung hat. Die Hauptstadt Bogotá ist 520 km Luftlinie entfernt, die Großstadt Pasto im benachbarten Küstendepartamento Nariño etwa 120 km.
An Straßenverbindungen gibt es nur die Passstraße nach Pasto, die über Mocoa verläuft, und eine Stichstraße ins westliche Seitental des Río Guamuez. Die letzten Ausläufer der Anden liegen 40–50 km im Nordwesten.
Puerto Asís liegt auf einer Höhe von 259 Metern und hat eine Durchschnittstemperatur von 28 °C. Die Gemeinde grenzt im Norden an Puerto Caicedo und Puerto Guzmán, im Süden an Puerto Leguízamo sowie an die Provinz Sucumbíos in Ecuador, im Osten an Puerto Guzmán und im Westen an Orito, Valle del Guamuez und San Miguel.

## Bevölkerung
Die Gemeinde Puerto Asís hat 63.067 Einwohner, von denen 35.630 im städtischen Teil (cabecera municipal) der Gemeinde leben (Stand: 2019).

## Geschichte
Puerto Asís wurde 1912 von Missionaren der Kapuziner gegründet. Ansiedlungsprogramme wurden von der kolumbianischen Regierung unterstützt, um die Souveränität des Gebiets gegenüber Peru zu verteidigen. Seit 1967 hat Puerto Asís den Status einer Gemeinde.

## Wirtschaft
Die wichtigsten Wirtschaftszweige von Puerto Asís sind Landwirtschaft, Handel, Fischerei und Holzwirtschaft. Die Wirtschaft profitiert von der relativ guten infrastrukturellen Anbindung der Gemeinde über Luft-, Wasser- und Landwege. Der Flughafen Puerto Asís hat den IATA-Code PUU.